# Villeneuve-sur-Lot
Villeneuve-sur-Lot (occitanska: Vilanuèva d'Olt) är en kommun i departementet Lot-et-Garonne i regionen Nouvelle-Aquitaine i sydvästra Frankrike. Kommunen är chef-lieu för 2 kantoner som tillhör arrondissementet Villeneuve-sur-Lot. År 2022 hade Villeneuve-sur-Lot 22 004 invånare.

## Befolkningsutveckling
Antalet invånare i kommunen Villeneuve-sur-Lot
| Referens: INSEE |

## Galleri

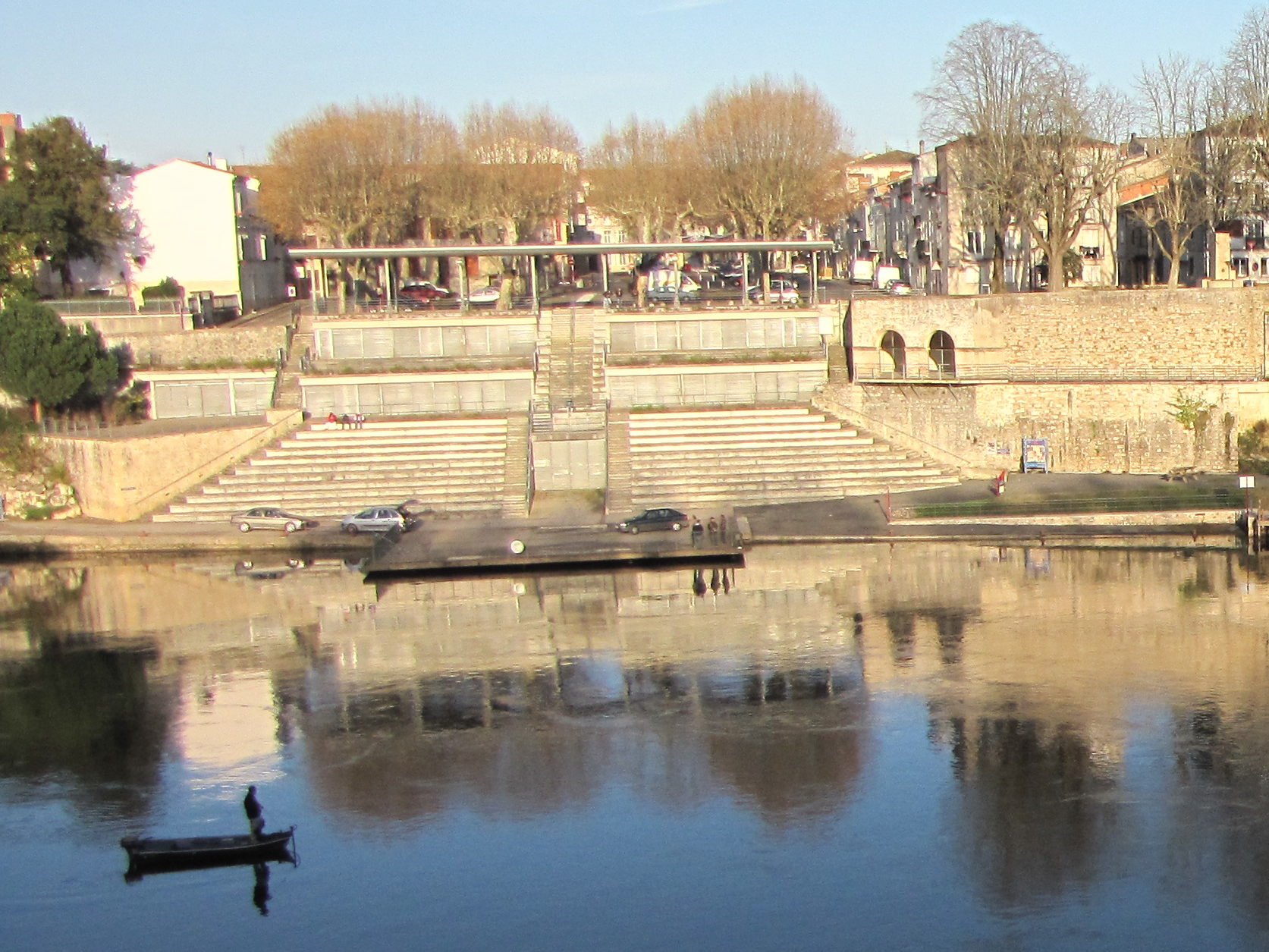
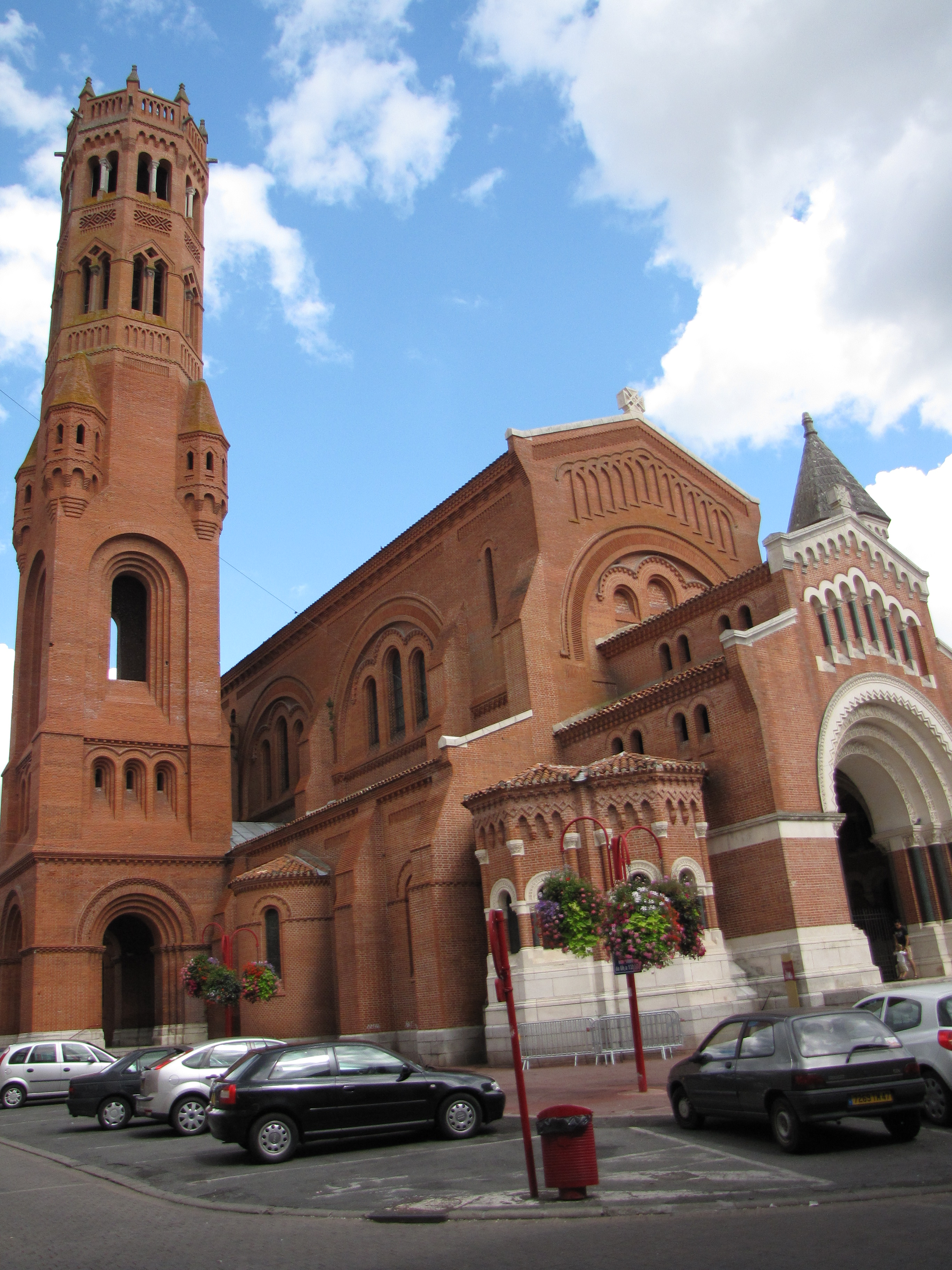
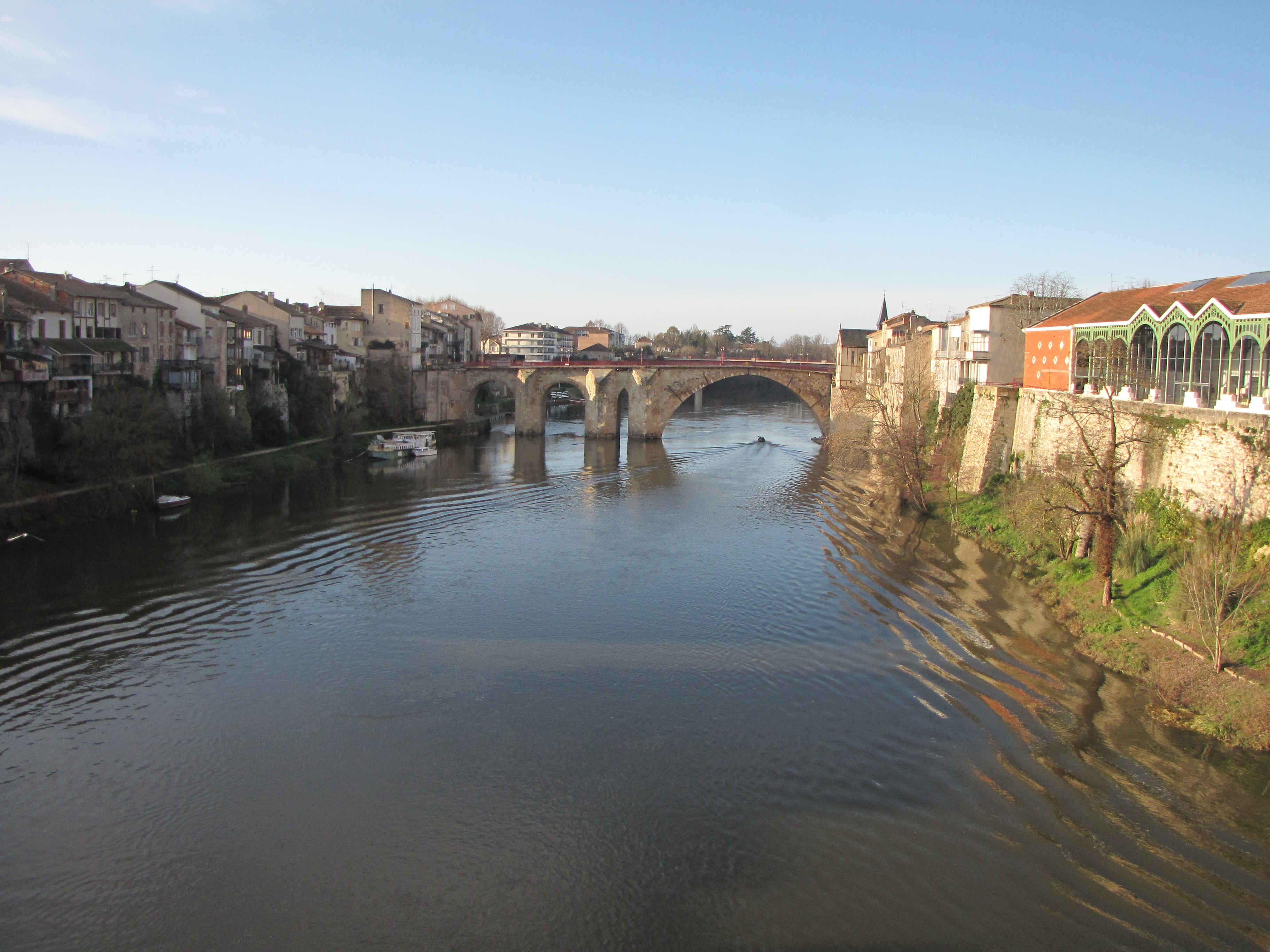
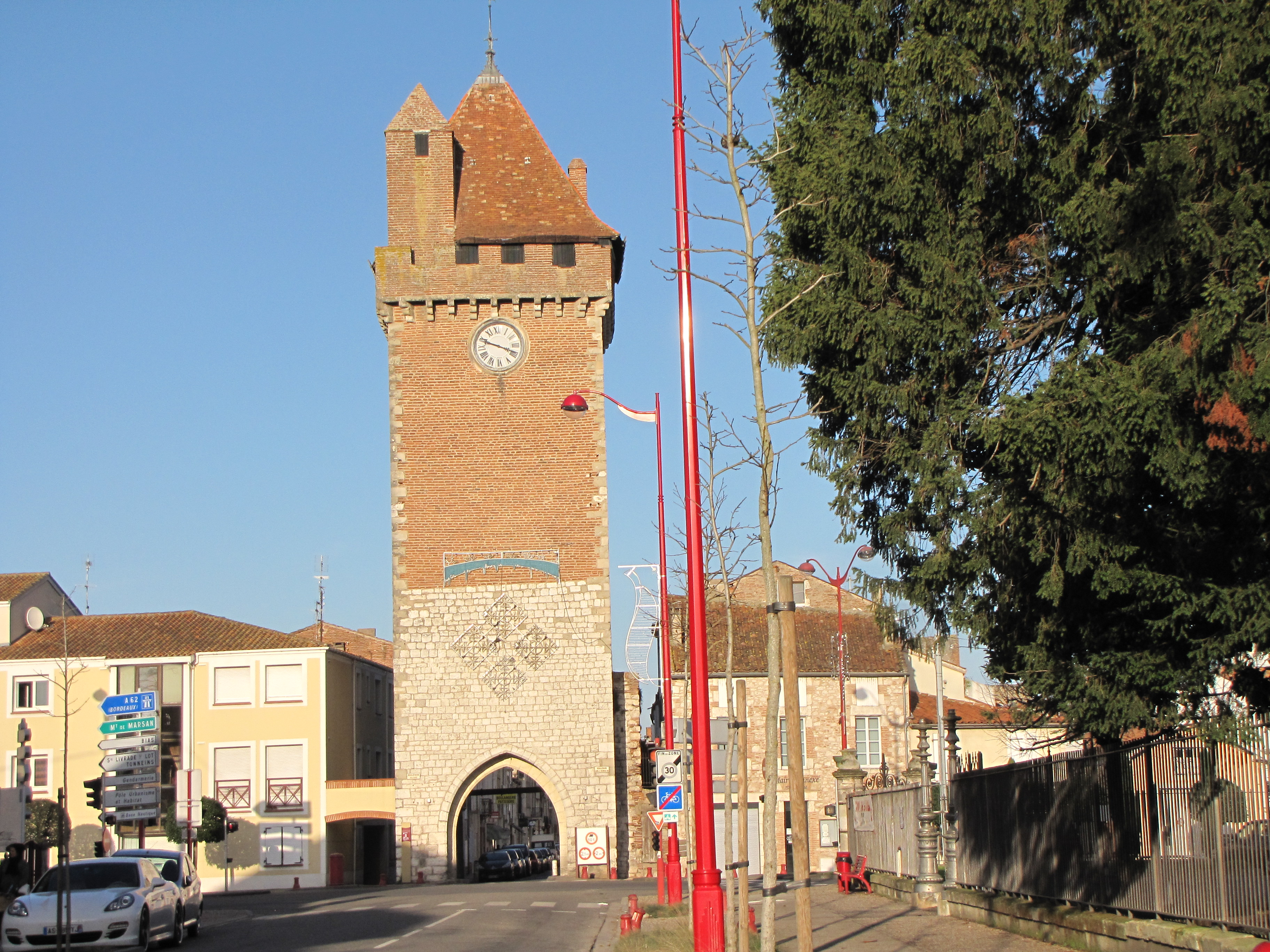
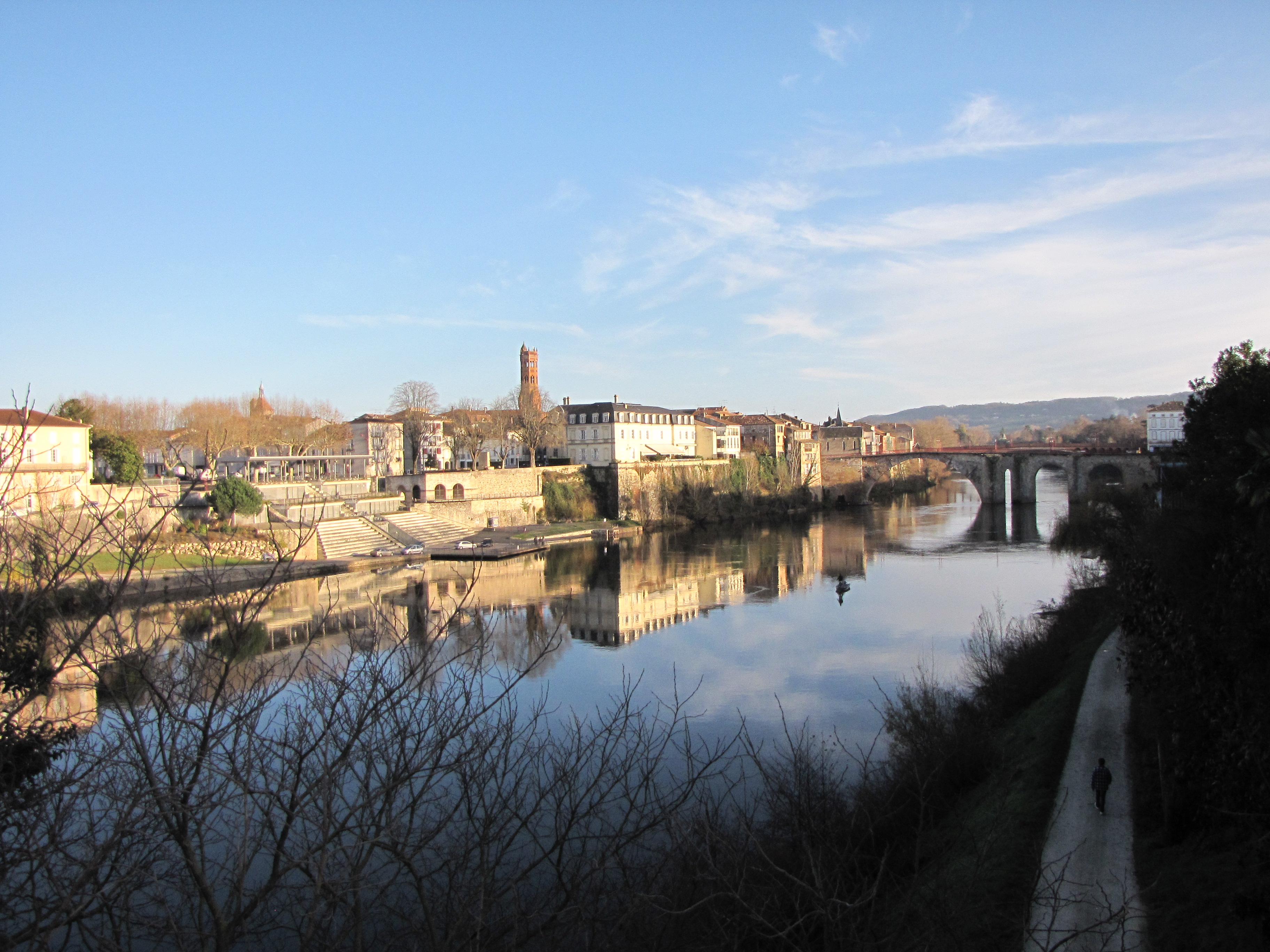